# 土卫六
土卫六又稱為「泰坦」（Titan），是环绕土星运行的一颗卫星，是土星卫星中最大的一个，也是太陽系第二大的衛星。荷兰物理学家、天文学家和数学家克里斯蒂安·惠更斯在1655年3月25日发现它，也是在太阳系内继木星伽利略卫星後发现的第一颗卫星。由於它是太陽系第一颗被发现擁有濃厚大氣層的衞星，因此被高度懷疑有生命體的存在，科學家也推測大氣中的甲烷可能是生命體的基礎。土衛六可以被視為一個時光機器，有助我們了解地球最初期的情況，揭開地球生物如何誕生之謎。

## 名称
惠更斯简单的把这颗他发现的卫星称为「Saturni Luna」（土星的月球）。之後，乔瓦尼·多梅尼科·卡西尼为了表达对法國国王路易十四的敬意将发现的四颗卫星：土卫三（忒堤斯），土卫四（狄俄涅），土卫五（瑞亚），以及土卫八（伊阿珀托斯）命名为「路易之星」（Sidera Lodoicea）。天文学家依据习惯把这五颗卫星以数字加以编号，其他的卫星则被称为「惠更斯卫星」或「土星的第四颗卫星」（以当时已知的各卫星距离土星的距離，由近至遠排列）。至於土卫一（弥玛斯）和土卫二（恩克拉多斯）則是在1789年被发现。
土卫六的英文名称「泰坦」和其他另外七颗当时已知的土星卫星的名称，都是由約翰·赫歇爾爵士命名的（约翰·赫歇爾是威廉·赫歇爾爵士之子，而威廉·赫歇爾是土卫一和土卫二的發現者）。约翰·赫歇爾在1847年出版的《在好望角天文观测的结果》（Results of Astronomical Observations Made at the Cape of Good Hope）一书中把这颗新卫星命名为「泰坦」，提坦在神话中是克罗诺斯（他的罗马神话的对应者萨图尔努斯(或稱薩坦)为土星神）和他的兄弟姊妹们的统称。

## 物理特性
土卫六是土星最大的卫星，也是太阳系第二大卫星，其体积甚至比行星水星還大（虽然质量没有水星大），在太阳系的卫星中它的大小仅次于木星最大的卫星木卫三。但最近的观测也显示其浓密的大气可能使人高估了它的直径。
土卫六平均半径2575公里，质量1.345×1023千克，平均密度1.880×103千克/立方米。土卫六环绕土星公转的轨道半长径为1,221,850公里，偏心率0.0292，轨道平面与土星赤道面的交角为0.33°，公转周期15天22时41分24秒。土卫六被土星潮汐鎖定，其自转周期与公转周期相同。土卫六有浓密的大气，主要成分是氮，表面大气压力1.5×105帕斯卡，表面温度-178°C。
土卫六质量与木卫三、木卫四、海卫一與冥王星大致类似。土卫六一半是冰一半是固体材料。在多个不同结晶状冰层下方有直徑約3,400公里的固体核心，其内部应该因重力之故仍保持著炽热狀態。虽然土卫五以及其他的土星卫星也有类似的固體核心，但由於土衛六的体积巨大造成更強烈的重力压缩，而使得其核心密度較其他衛星高出許多。

## 大气层

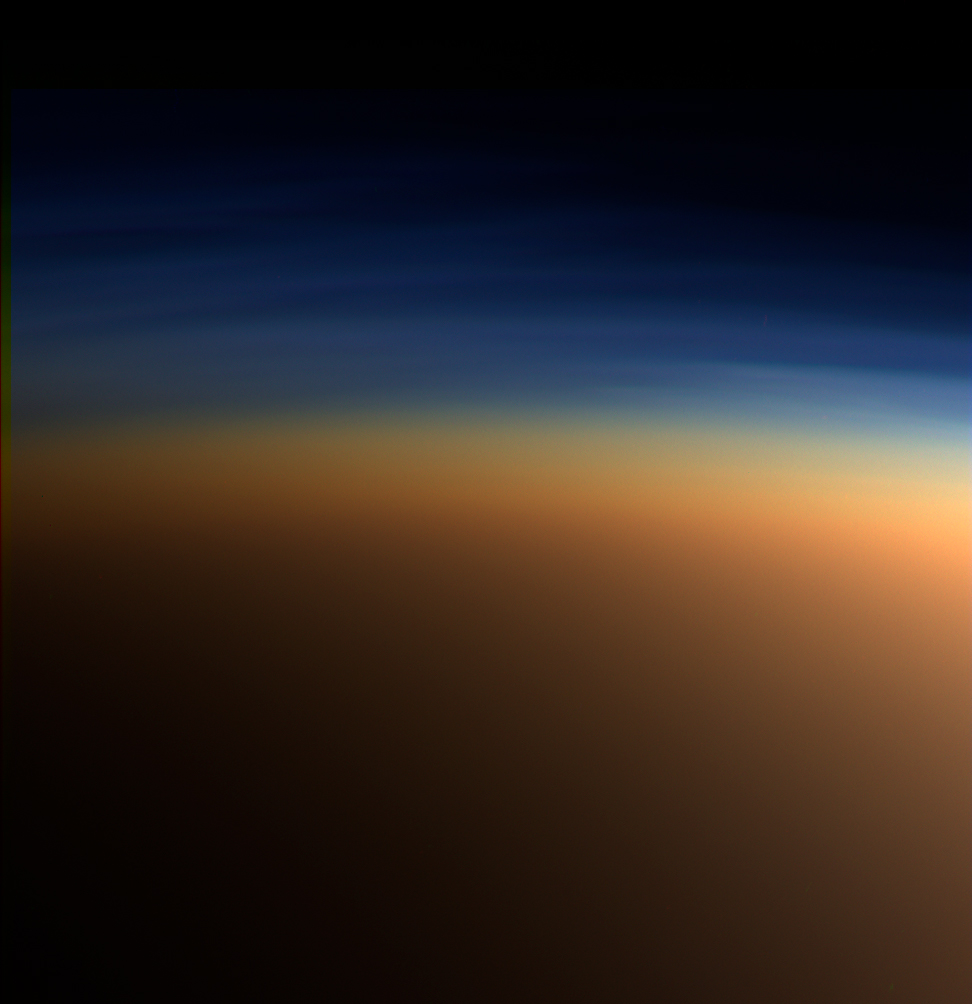
土卫六大气薄雾层真彩照片

土卫六是已知唯一拥有突出大气层的卫星，也是太阳系中除地球外唯一富含氮气的稠密大气层。卡西尼号在2004年对其进行的观测表明，土卫六是一个“超级旋转体”，就像金星一样，其大气层旋转速度远快于表面。旅行者号太空探测器的观测表明，土卫六大气层比地球的密度大，表面约为1.45个标准大气压，其质量大约是地球大气总质量的1.19倍，或者说是每表面面积质量的7.3倍。不透明的薄雾层阻挡了大部分来自太阳和其他光源的可见光，并模糊了土卫六的表面特征。土卫六较低的重力意味着它的大气层比地球大气层向外延伸得更宽深。土卫六大气层在许多波长上都不透明，因此，从轨道上无法获取完整的表面反射光谱，直到2004年卡西尼-惠更斯号飞船抵达，才获得了第一张土卫六表面的直接图像。
土卫六的大气成分由氮（97%）、甲烷（2.7±0.1%）、氢（0.1–0.2%）和其他微量气体组成，还有微量的其他碳氢化合物，如乙烷、丁二炔、丙炔、乙炔和丙烷以及氰基乙炔、氰化氢、二氧化碳、一氧化碳，氰化物、氩气和氦气等。这些碳氢化合物被认为形成于土卫六高层大气中，是甲烷被太阳紫外线分解所产生的反应，并产生了厚厚的橙色烟雾。土卫六95%的时间都处在土星磁层内，这可能有助于保护它免受太阳风的影响。
来自太阳的能量应能在5000万年内将土卫六大气中所有微量甲烷都转化为更复杂的碳氢化合物，这与太阳系年龄相比是很短暂的时间。这也表明甲烷必须由土卫六本身或其内部的储层来补充。大气层中甲烷的最终来源可能是它内部，通过冰火山喷发释放出来的。

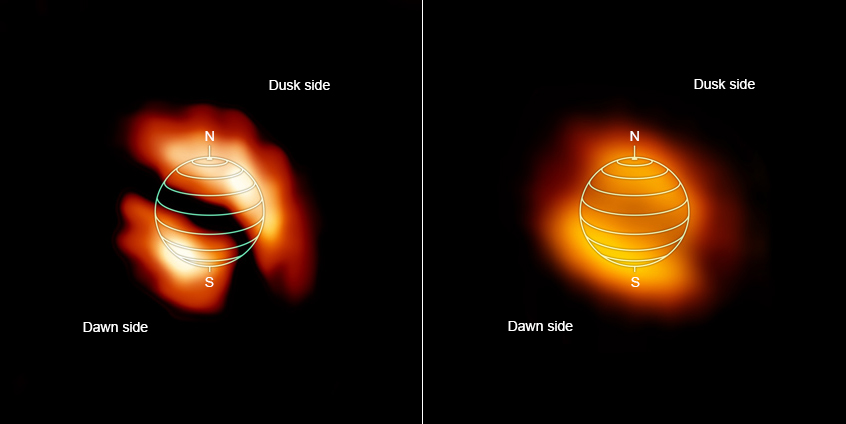
土卫六大气层中的微量有机气体—异氢氰酸（左）和氰基乙炔（右）。

2013年4月3日，美国宇航局根据对土卫六大气层的模拟研究，报告称土卫六上可能会出现复杂的有机化学物质，统称为托林。
2013年6月6日，安达卢西亚天体物理研究所（IAA-CSIC）的科学家报告在土卫六高层大气中检测到多环芳香烃。
2013年9月30日，美国宇航局的卡西尼号探测器使用复合红外光谱仪（CIRS）在土卫六大气层中检测到了丙烯，这是首次在地球以外的卫星或行星上发现的丙烯，也是红外光谱仪发现的第一种化学物质。丙烯的探测填补了一个神秘的观测空白，这一空白可以追溯到1980年美国宇航局旅行者1号飞船第一次近距离飞越土卫六，期间发现构成土卫六棕色薄雾的许多气体是碳氢化合物，理论上形成于太阳紫外线光解甲烷所产生的自由基重组。
2014年10月24日，在土卫六的极地云中发现了甲烷。

## 氣候

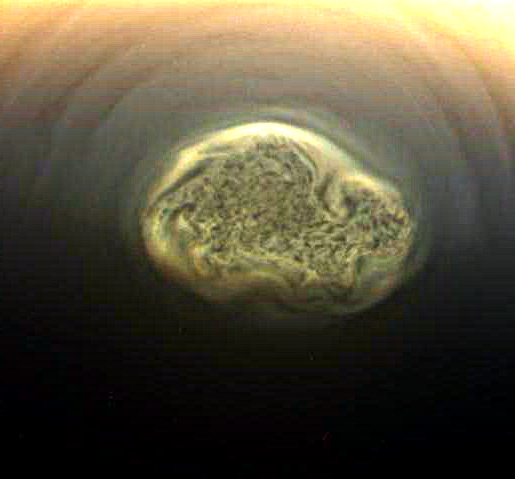
土卫六南极上空大气层极地涡旋

土卫六表面温度约为 94 K（-179.2 °C），在这种气温下，水冰的蒸气压极低，因此所存在的少量水蒸气似乎仅限于平流层中。土卫六接收到的太阳光大约只有地球的1%，并且在抵达地表之前，大约有90%的阳光被厚厚的大气层吸收，最后只剩0.1%的阳光到达了地表。
大气中的甲烷会在土卫六表面产生温室效应，否则土卫六会更寒冷。另一种相反的情况则是：土卫六大气中的雾霾会将阳光反射回太空，从而产生反温室效应，抵消了部分温室效应，使其表面较上层大气明显变冷。

甲烷云（动画；2014年7月）。

土卫六的云层可能由甲烷、乙烷或其他简单有机物组成，这些云层分散而多变，不时笼罩着阴霾。惠更斯探测器的发现表明，土卫六大气层周期性地将液态甲烷和其他有机化合物通过降雨回落到其表面。
云层通常覆盖了1%的土卫六球面，不过也观察到一些爆发事件，使云层覆盖率迅速扩大至8%。一种假说认为，南方云层是在夏季日照增强，导致大气抬升产生对流时形成的。这种解释较为勉强，事实上在土卫六南方，不仅夏至之后，在仲春时节也观察到了云气的形成。南极甲烷湿度的增加可能是造成云量迅速增多的原因。直到2010年，土卫六南半球还处于夏季之中。在此之后，影响土卫六运行的土星轨道才将土卫六北半球移至到阳光下。预计季节转换后，乙烷将会开始在南极上空凝结。

## 表面特征

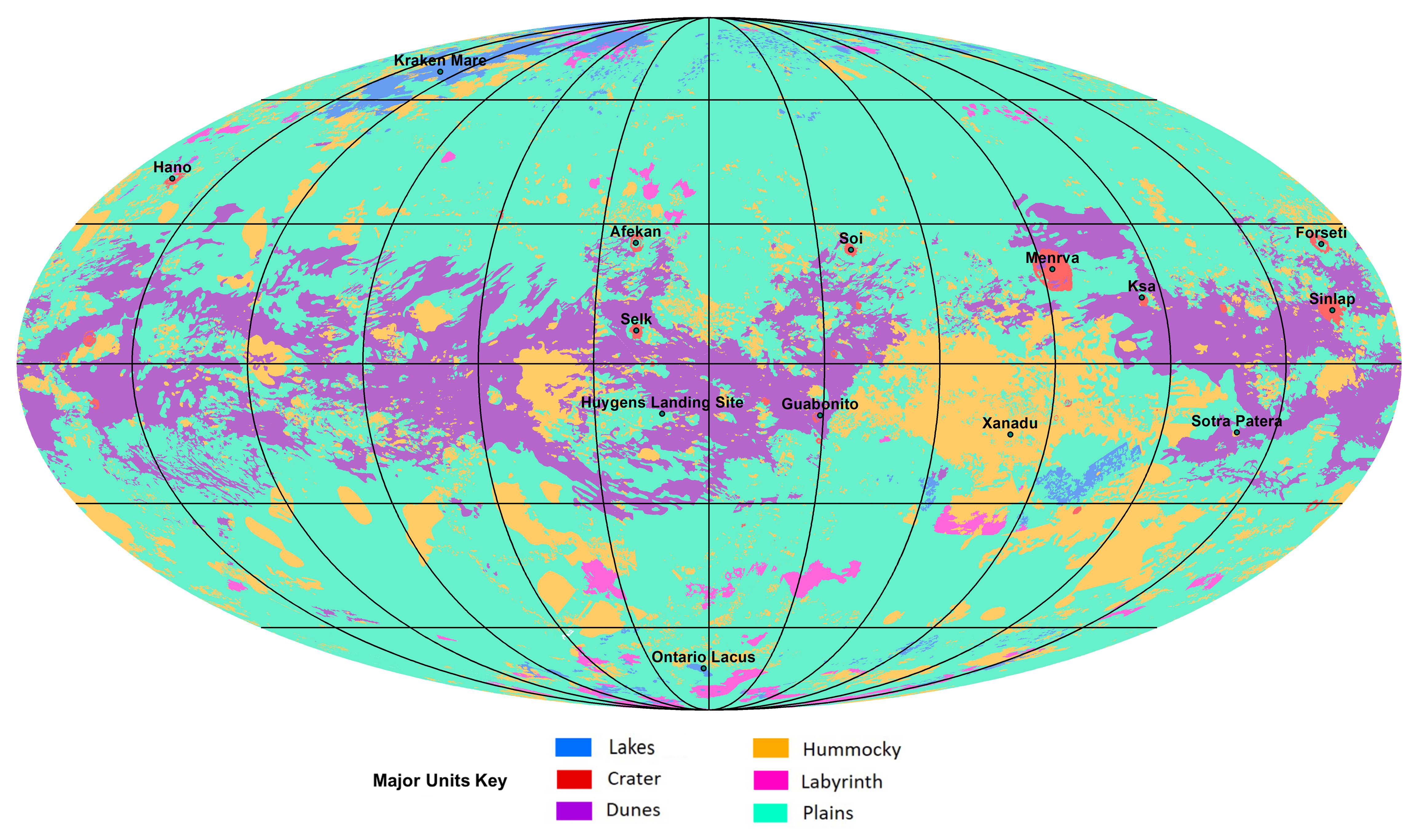
土卫六全球地质图(2019年)

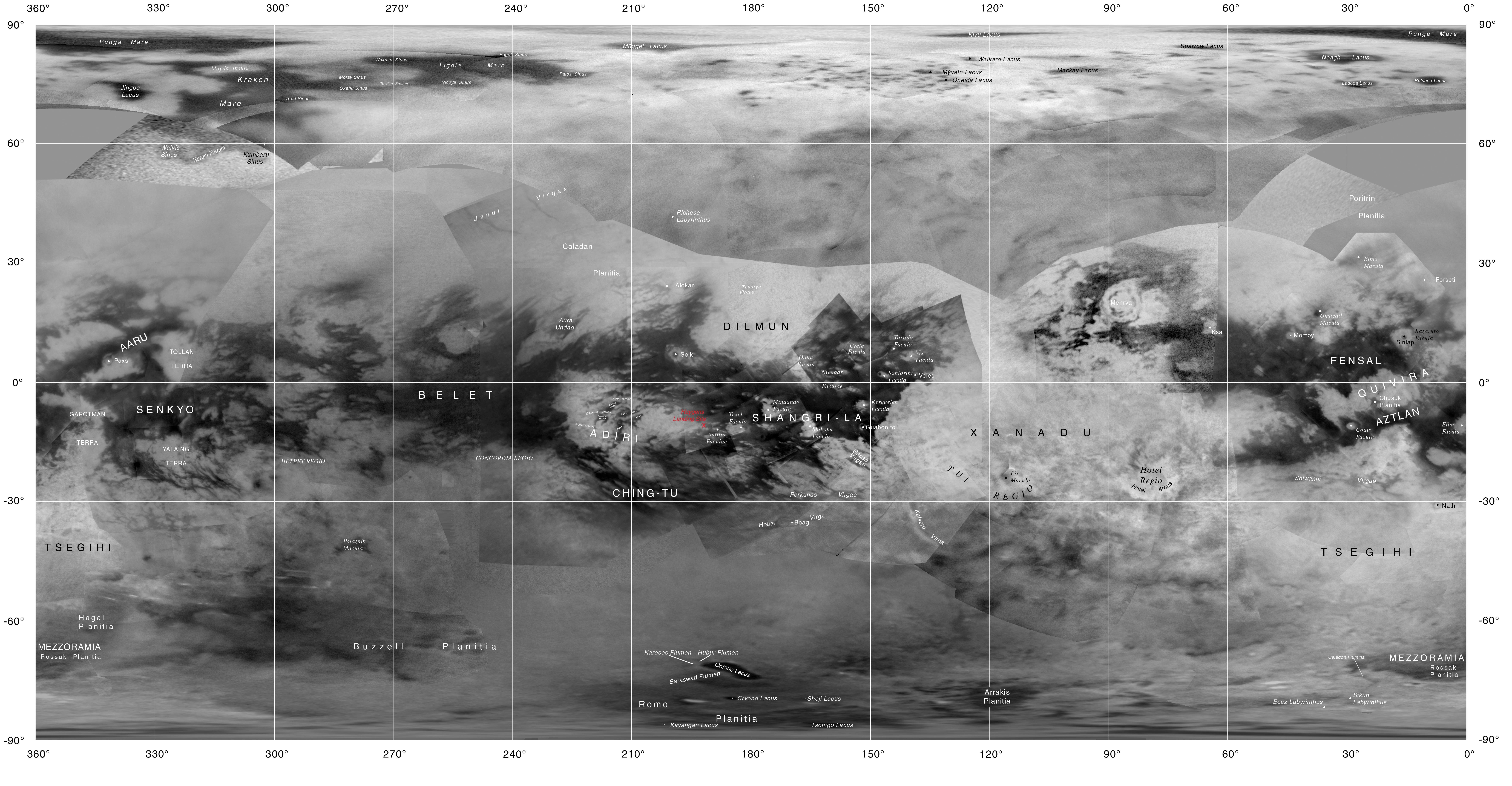
附国际天文联合会标注的土卫六全球地图（2016年8月）。
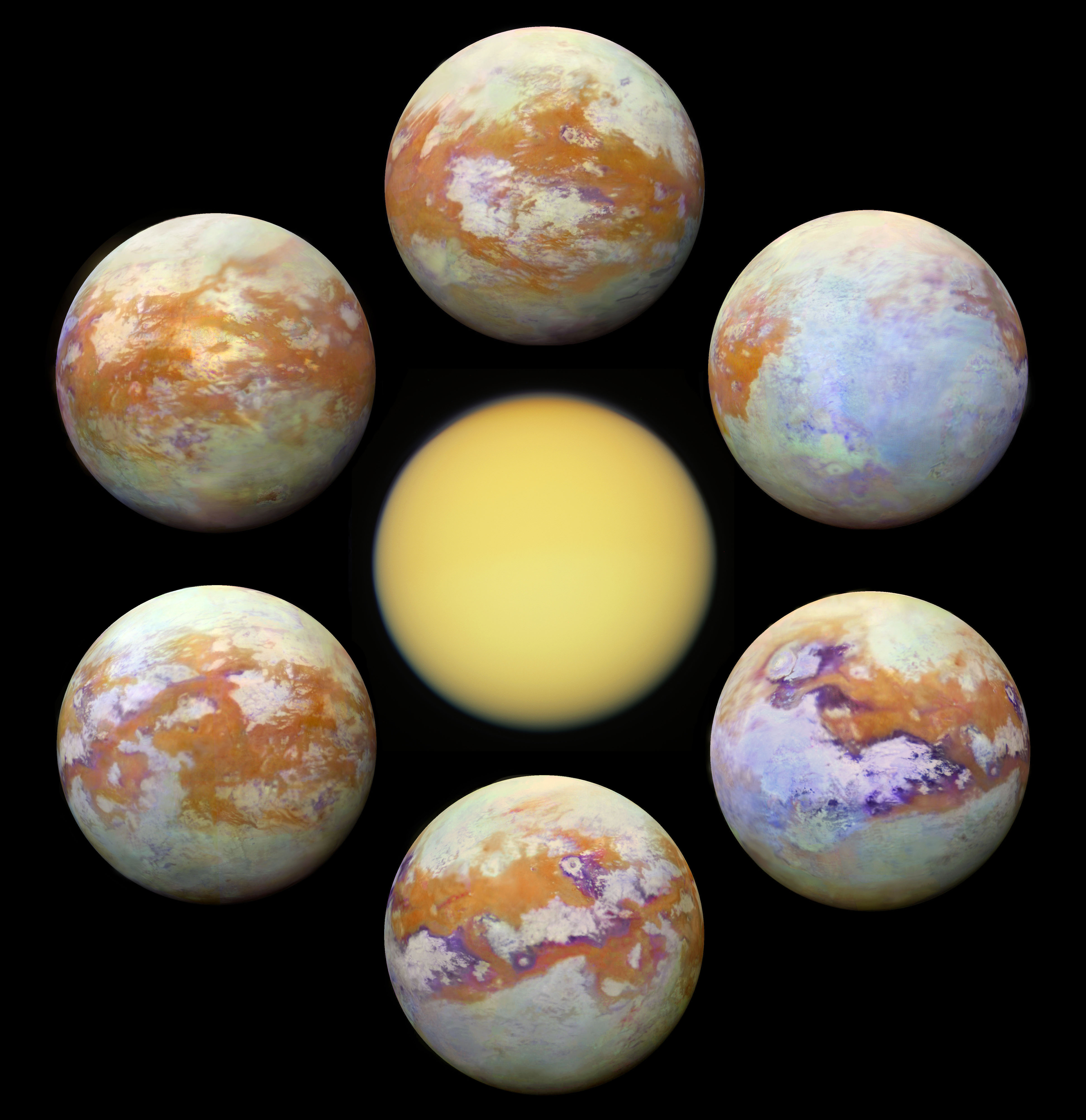
红外光下的土卫六视图（2004年–2017年）
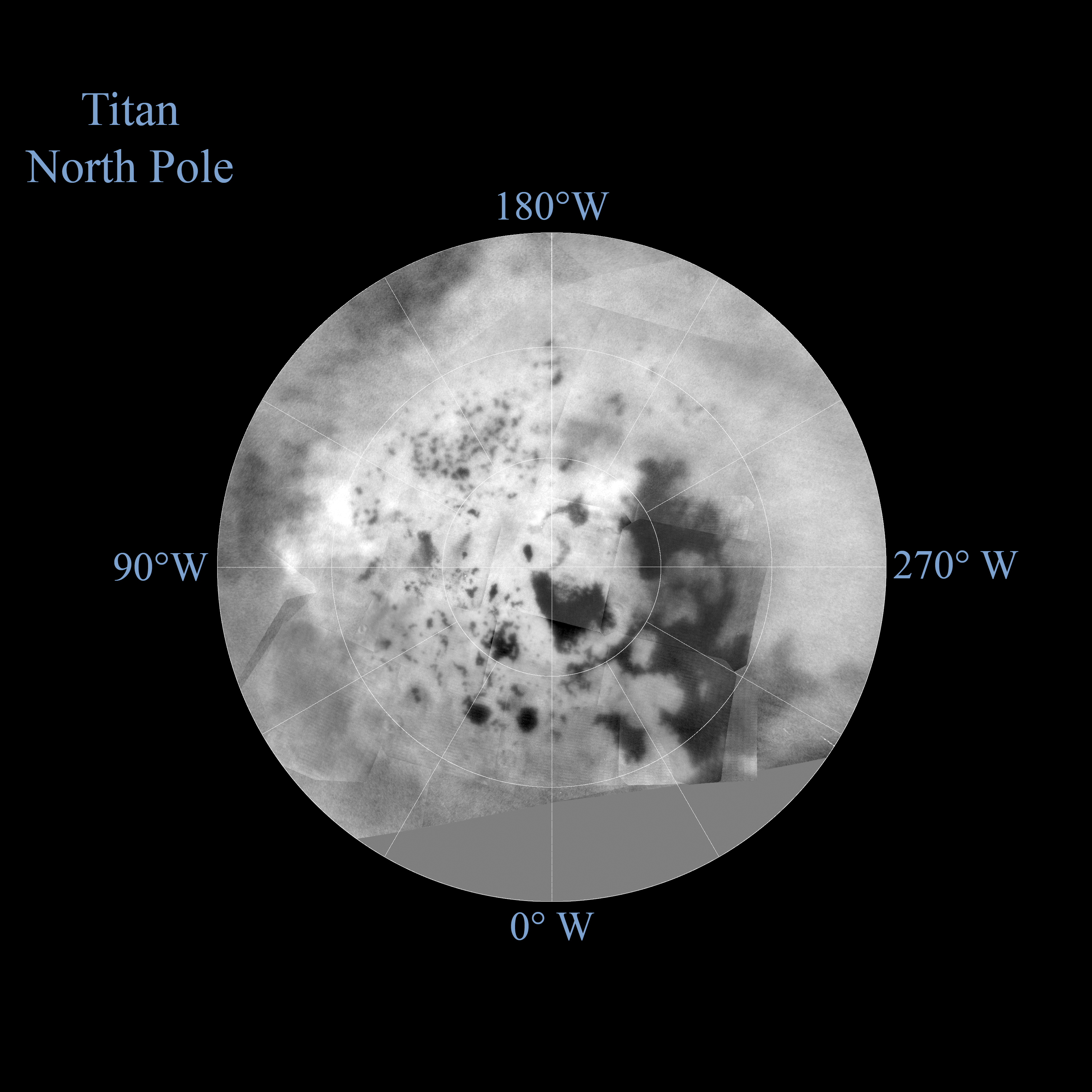
土卫六北极 (2014年)
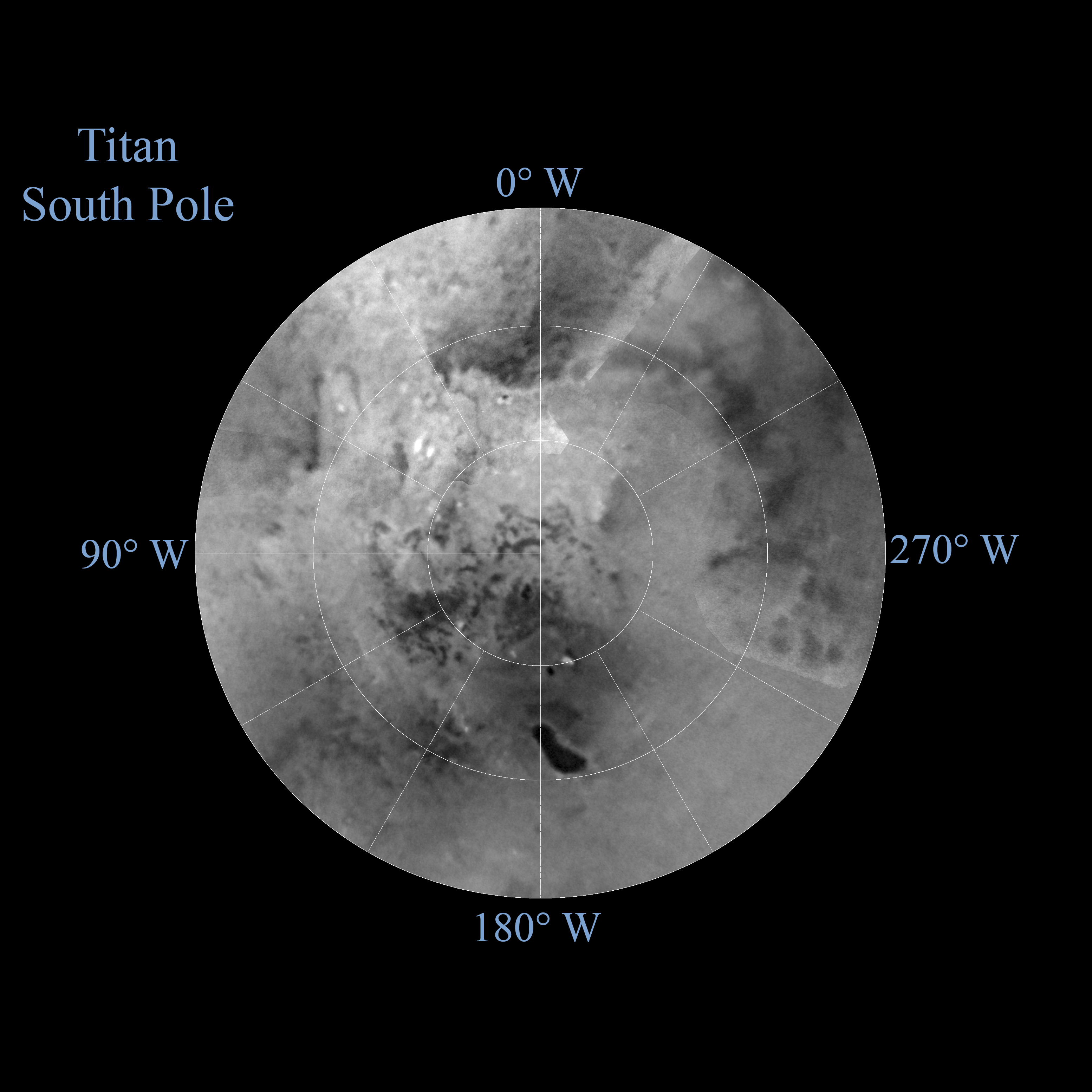
土卫六南极 (2014年)

土卫六的表面被描述为“复杂、流体作用和地质年轻。土卫六自从太阳系形成以来就一直存在，但它的表面要年轻得多，在1亿到10亿年之间，地质活动可能已重塑了土卫六的表面。土卫六大气层厚度是地球的四倍，这使得天文仪器很难以用可见光成像其表面。卡西尼号探测器使用红外光谱、雷达测高仪和合成孔径雷达成像在近距飞越时绘制了部分土卫六地图。首批图像揭示了不同的地质情况，包括粗糙和平坦的区域。有些地貌可能起源于将水-氨混合物排放到地表的冰火山活动。也有证据表明土卫六的冰壳可能相当坚硬，这意味着很少有地质活动。

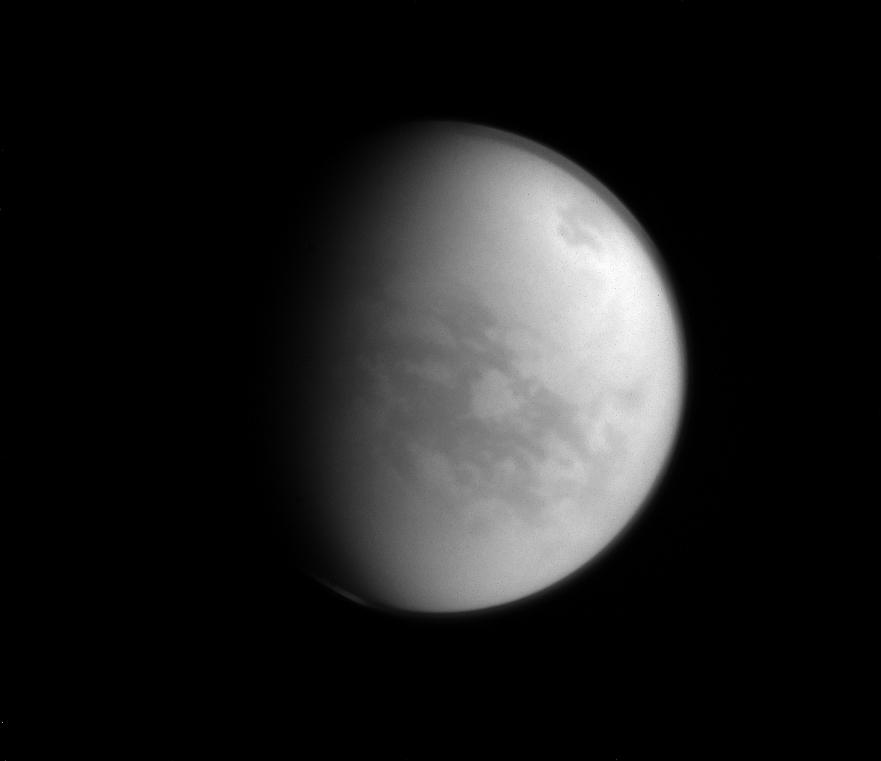
仙境

还有一些条纹状的特征，其中一些长达数百公里，似乎是由风吹颗粒所形成的。检测还表明地表相对平坦，少数看上去像撞击坑的结构似乎已被填平，也许是由于碳氢化合物或火山造成的降雨所致。雷达测高显示土卫六表面高度变化很小，通常不超过150米。偶尔会发现500米的海拔变化，土卫六上的山脉一般高几百米至1公里以上。
土卫六的表面有明亮和黑暗的广阔区域，其中包括上都区，一处辽阔的赤道反射区，面积约澳洲般大小。1994年，它先是在哈勃空间望远镜拍摄的红外线照片中被发现，后又被卡西尼号探测器观测到。这片蜿蜒的区域布满了丘陵，被山谷和裂峡切开。某些地方纵横交织着黑色的线性-弯曲的地形特征，类似于山脊或裂缝，这些可能代表了构造活动，表明上都区在地质上是年轻的。或者，这些线性构造可能是液体形成的水道，表明古老的地形已经被河流系统所分割。从地球表面和卡西尼号上观察到，土卫六上其他地方都有类似大小的黑暗区域，其中至少有一处，土卫六上的第二大海洋，丽姬亚海几乎是一座纯净的甲烷海洋。
|  |  |  |  |

### 湖泊

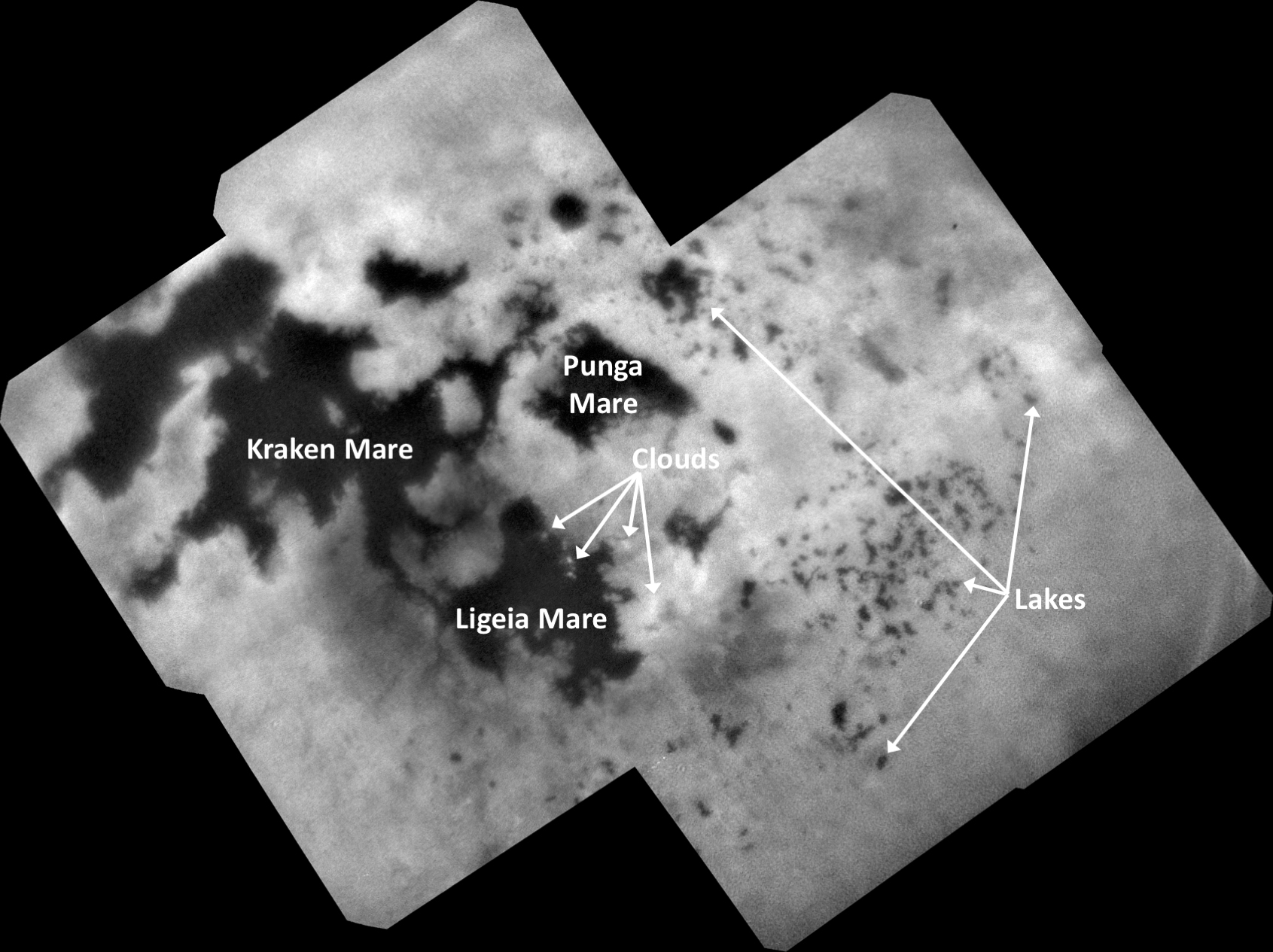
土卫六上的湖泊（2017年9月11日）

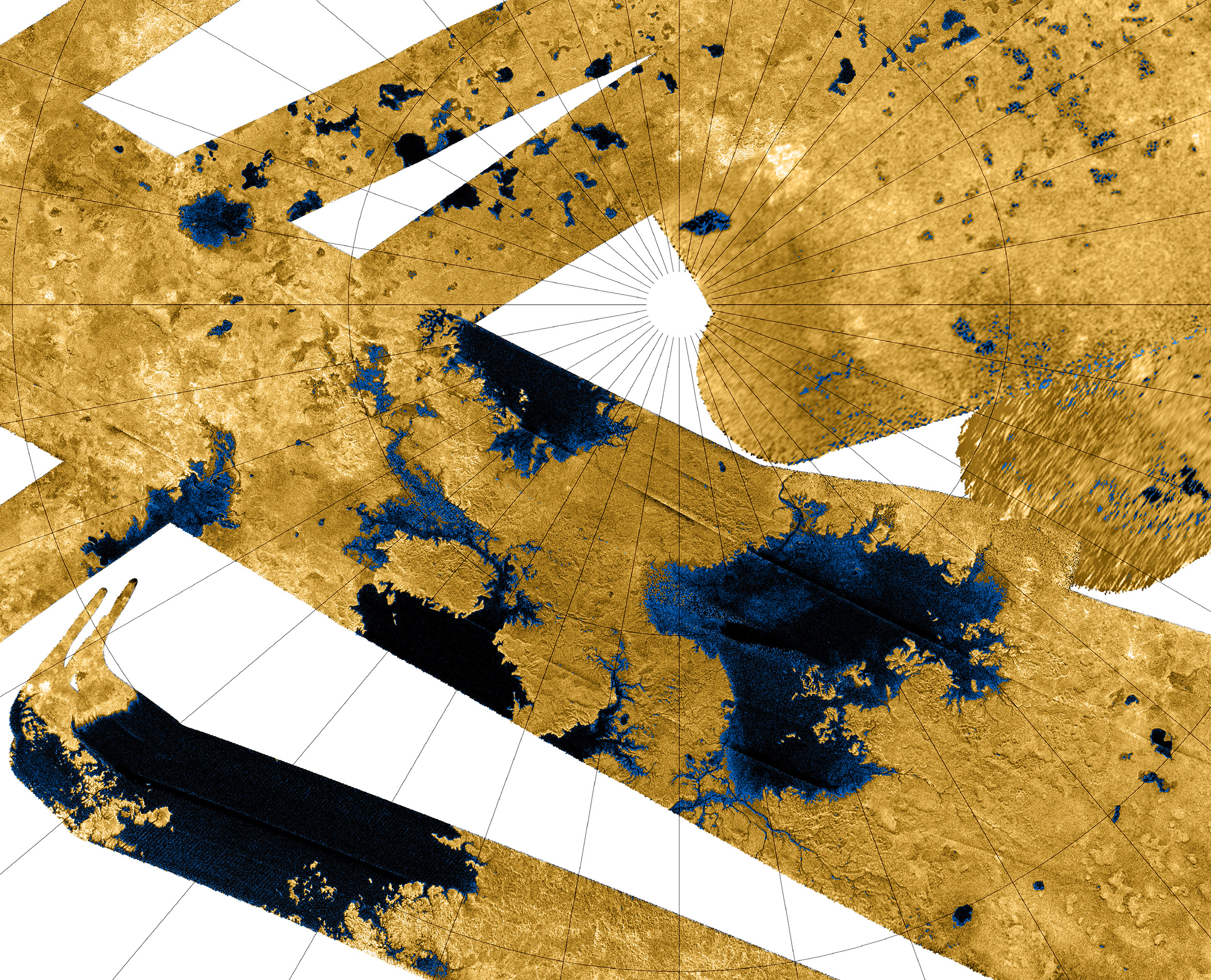
“卡西尼”雷达获取的土卫六北极区伪色拼接图，蓝色表示雷达反射率低，这是由充满液态乙烷、甲烷和溶解氮的碳氢化合物海洋、湖泊和河网所导致，图中左下角仅显示了一半的是克拉肯海、右下方则是丽姬亚海。

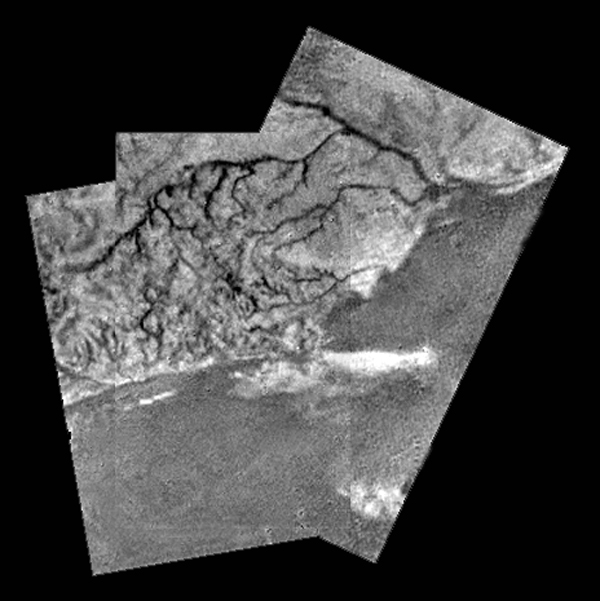
三幅惠更斯所拍摄的土卫六流道系统拼接图

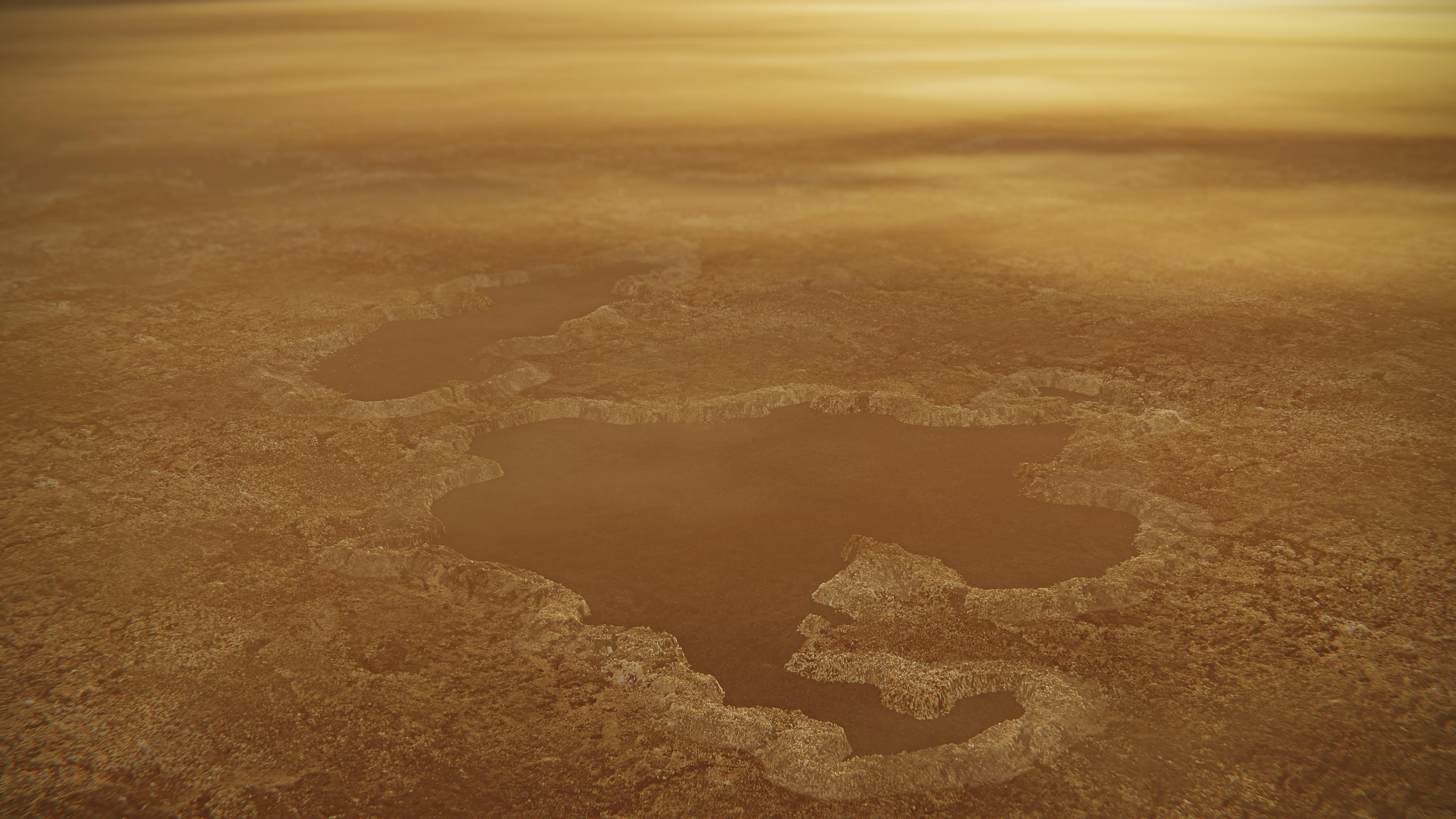
土卫六湖泊的边缘
(艺术想象图)

根据旅行者1号和旅行者2号的数据显示，土卫六有一层温度和成分都得到合适支撑的厚厚大气层，因此，首次提出了土卫六上可能存在碳氢化合物海洋。但直到1995年哈勃望远镜和其他观测数据表明土卫六上存在液态甲烷时，才获得了直接的证据。类似于地球上的水，这些甲烷要么分布于不相连的区域，要么存在于卫星级的海洋中。
卡西尼号任务证实了以前的假设，当2004年探测器在抵达土星系统时，人们希望通过从反射在碳氢化合物湖或海洋表面的太阳光，探测到土卫六上的碳氢化合物湖或海洋，但最初并没有观察到镜面反射。在土卫六南极附近，识别到一处被命名为安大略湖的神秘黑色地貌（后来确认是一座湖）；通过雷达图像，在北极附近也发现了一道可能的海岸线。在2006年7月22日的一次飞越中，卡西尼号探测器上的雷达对北纬地区（当时是冬天）进行了成像，随后在北极附近表面发现了几处大而平坦（对雷达来说是黑色的）的斑块。根据观察结果，2007年1月，科学家公布了“土星卫星土卫六上布满甲烷湖的确凿证据”。卡西尼-惠更斯号团队的结论是，成像的特征几乎可以肯定是长期寻找的碳氢化合物湖，是在地球外首次发现的稳定地表液体，且部分似乎带有与低洼地形相连接的液体流道。液体侵蚀特征似乎是最近才出现的：一些地区的流道几乎没有受到侵蚀，这表明土卫六上的侵蚀极其缓慢，或者其他一些最近的事件可能已摧毁了古老的河床和地貌。总的来说，卡西尼号雷达观测显示，湖泊只覆盖了一小部分地表，使得土卫六比地球要干燥得多。大多数湖泊都集中在两极附近（那里相对缺乏阳光阻止了蒸发）但在赤道沙漠地区也发现了几个长期存在的烃湖，其中一个位于香格里拉地区惠更斯登陆点附近，面积约为美国犹他州大盐湖的一半。但在赤道沙漠区也发现了一些长期存在的烃湖，其中一座位于香格里拉区惠更斯号着陆点附近，面积约为美国犹他州大盐湖的一半。赤道湖可能是“绿洲”，即可能的补给源是地下含水层。

2008年6月，卡西尼号上的可视化和红外绘图分光仪确认了安大略湖中无疑存在液态乙烷。2008年12月21日，卡西尼号直接飞掠安大略湖，并在雷达上观察到了镜面反射，反射强度使探测接收器达到饱和，表明湖面变化不超过3毫米（这意味着表面风极小，或者湖中的烃类流体为粘性的）。

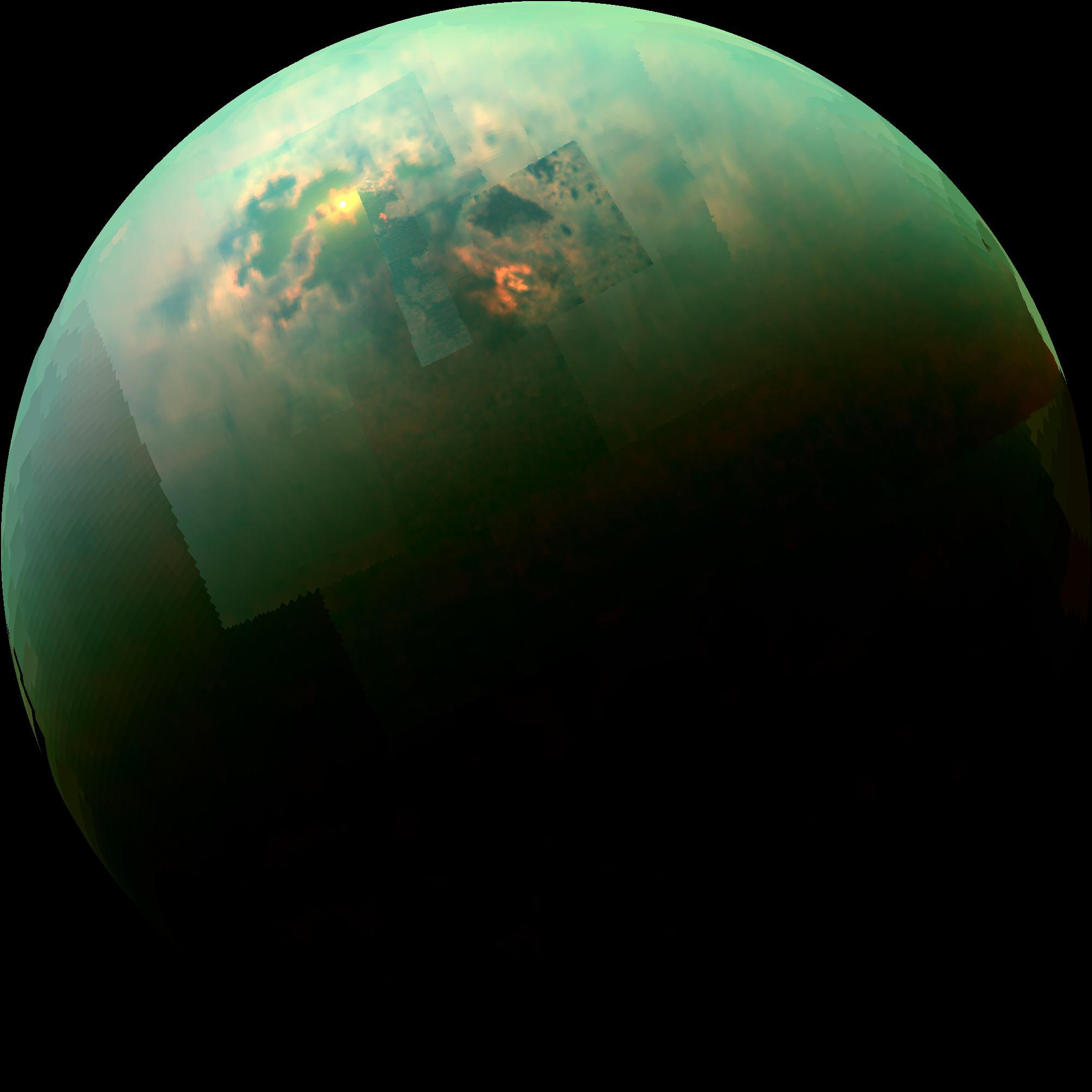
来自太阳反射的土卫六碳氢化合物海的近外线辐射

2009年7月8日，卡西尼号的可视化和红外绘图分光仪观测到一个镜面反射，表明一处平整，像镜面般的表面，也即今天所称的镜泊湖，一座位于北极区的湖泊，该地区刚从漫长的15年黑暗冬季中走出不久。镜面反射表明其表面像镜子般光滑，所以，这一观察证实了从雷达成像得出的存在一座大型液态物体的推断。
2009年7月和2010年1月进行的早期雷达测量表明，安大略湖非常浅，平均深度为0.4–3米，最大深度为3到7米（9.8到23英尺）。相较之下，北半球的丽姬亚海最初被测绘成深度超过8米，达到当时雷达和分析技术最大分辨值。2014年发布的后续科学分析，更全面地测量了土卫六三座甲烷海的深度，显示深度都超过200米（660英尺）。其中丽姬亚海平均深度为20至40米（66至131英尺），而它的其他部分根本没有记录到任何雷达反射，表明其深度超过200米（660英尺）。虽然丽姬亚海只是土卫六上第二大甲烷海，但它“所包含的液态甲烷足以填满三座密歇根湖”。
2013年5月，卡西尼号雷达高度计检测到了土卫六的“维德浚道”（Vid Flumina，“Flumina”-土卫六河流网的专用术语），该浚道被定义为一道流向土卫六第二大碳氢化合物海-丽姬亚海的流道网。根据收到的高度计回波分析表明，这些流道实际上是一些深邃（深达570米）陡峭的峡谷，呈现强烈的镜面反射，表明目前里面充满液体。这些流道中的液面高度与丽姬亚海相同，垂直落差约在0.7米以内，符合淹没河谷的解释。在高于丽姬亚海水位的次级支流中也观察到镜面反射，与所汇入的干流相一致，这很可能是土卫六上存在液体流道的首个直接证据，也是土卫六上首次观测到百米深的峡谷。维德浚道峡谷由此被海水淹没，但有一些孤立的观察证明，在更高海拔地区也分布有地表液体。
在2006年至2011年六次飞越土卫六期间，卡西尼号收集了辐射跟踪和光学导航数据，研究人员可从中大致推断出土卫六的形状变化。土卫六密度与一颗由60%岩石和40%水构成的天体相同。研究小组的分析表明，土卫六在每一圈轨道上，表面可隆起/沉降落差达10米，这种扭曲程度表明土卫六内部是相对可变形的，而土卫六最可能的模型是一层几十公里厚的冰壳漂浮在全球海洋之上研究小组的发现以及之前的研究结果，暗示土卫六海洋可能位于地表下100公里（62英里）内。2014年7月2日，美国宇航局报告土卫六内部海洋可能和死海一样咸。2014年9月3日，美国宇航局的研究报告表明，土卫六上的甲烷雨可能与地下一层冰物质相互作用，称为“烷醇工厂”（alkanofer），产生出乙烷和丙烷，最终可能流入河流和湖泊。
2016年，卡西尼号在土卫六一系列深峭峡谷中发现了第一条流入丽姬亚海流道的证据，该流系被称为“维德浚道”，其深度从240米到570米不等，两侧陡峭达40°，被认为是由类似地球上大峡谷的地壳隆起，或是海平面下降所形成，抑或是这两种因素的共同作用。侵蚀深度表明，土卫六这一地区的液体流是持续了数千年的长期特征。
 
|                                                |                                                             |
| 北极区镜泊湖的红外线镜面反射照片               | 右下角的博赛纳湖(Bolsena Lacus)及北半球其它烃湖的透视雷达图 |
|                                                |                                                             |
| 土卫六北半球（左）与南半球（右）湖泊数量对比图 | 土卫六南半球两张相隔一年拍摄的照片，显示了南极湖泊的变化。  |

### 撞击陨石坑

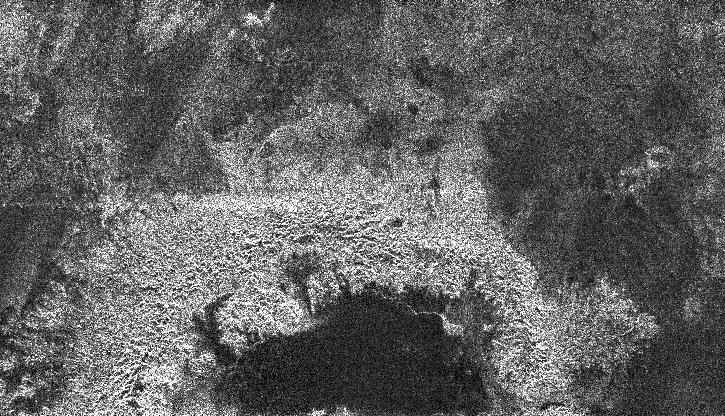
土卫六表面一座直径139公里的撞击坑雷达图，显示了平坦的底表，崎岖的坑缘，可能还带有一座中央峰。

卡西尼号的雷达、合成孔径雷达和成像数据显示，土卫六表面撞击坑非常稀疏，且似乎较土卫六地质龄更年轻，已发现的少数几座撞击坑有：宽440公里宽（270英里）的门尔瓦（Menrva）双环撞击盆地，它在卡西尼号成像科学子系统（ISS）显示为一个明暗同心的图案；直径60公里宽（37英里），坑底平坦的辛拉普撞击坑（Sinlap）以及一座名为克萨(Ksa)的30公里（19英里）陨石坑，它黝黑的坑底上坐落了一座中央峰。卡西尼号雷达和成像系统也发现了一些坑状结构，是土卫六表面可能与撞击有关的圆形特征，但缺乏可识别的确凿特征，如卡西尼号曾观测到一圈90公里宽（56英里），明亮粗糙，被称之为“瓜布尼托”（Guabonito）的环状物，被认为也是一座撞击坑，只是已被黑色的风扬沉积物所填平。在黑暗的香格里拉区和雅卢区（Aaru）还观察到了其他一些类似特征。2006年4月30日，卡西尼号飞越土卫六期间，雷达还观测到了一些圆形特征，这些特征可能是位于明亮的上都区的陨石坑。

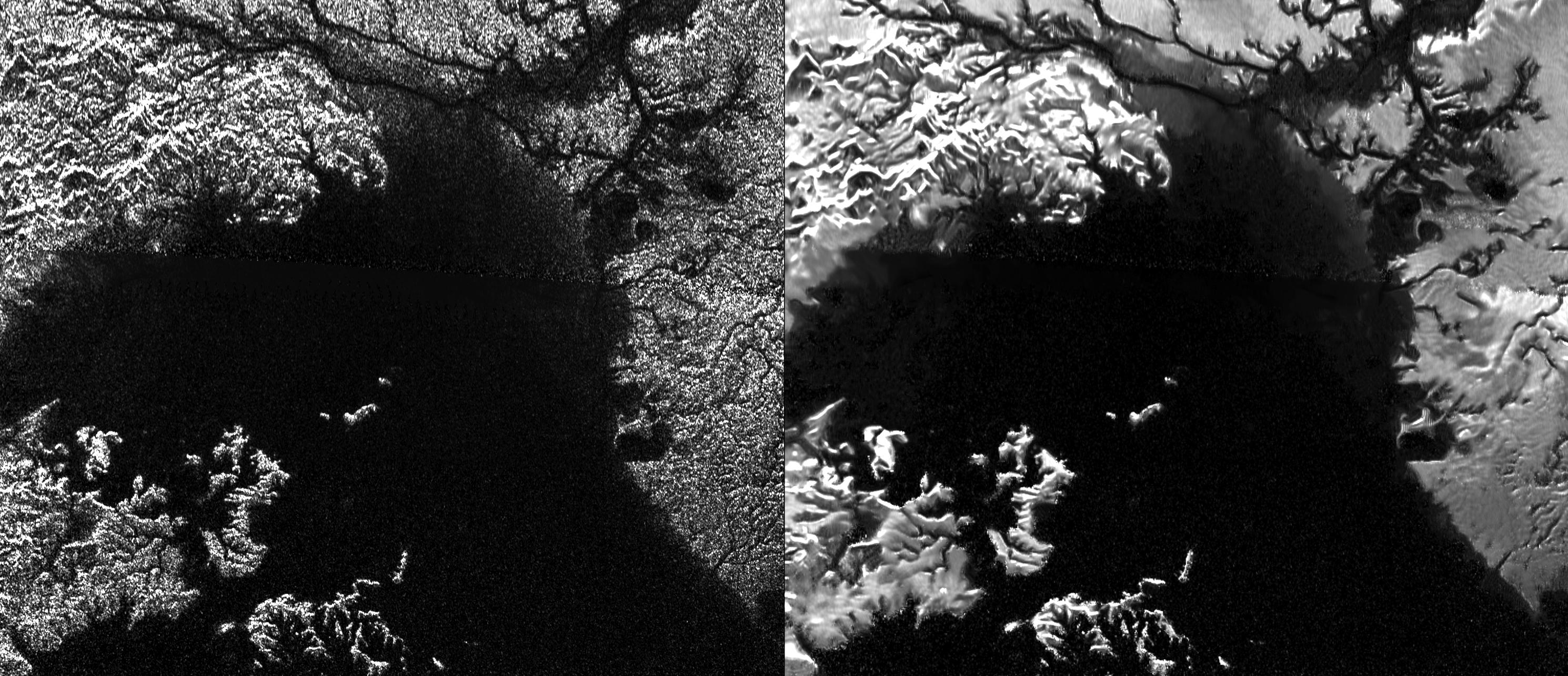
丽姬亚海–合成孔径雷达扫描图和处理后更清晰的视图。

土卫六上许多陨坑或可能的陨坑都普遍显示出已受侵蚀并发生改变的迹象，尽管土卫六上一些陨坑的坑壁比太阳系所有其他地方的更厚实，但大多数大型陨坑的边缘都有裂口或不完整。与其他大型冰卫星不同，土卫六缺乏因冰壳黏性松驰潜变成变余结构的证据，大部分陨坑内都没有中央峰，坑底平坦，这可能是由于撞击产生喷发或后来的冰火山熔岩喷发所造成的。各种地质作用的填埋是土卫六陨石坑相对不足的原因之一，但大气屏蔽也起到了一定的作用。据估计，土卫六的大气层使其表面的陨石坑数量减少了两倍。
2007年获得的土卫六有限（22%）高分辨率雷达覆盖信息表明，其陨石坑分布存在不均匀性，上都区的陨坑是其他地区的2-9倍；卫星前半球的分布密度较后半球高30%；赤道沙丘地区和北极区（最常见到碳氢化合物湖和海的地区）的陨坑密度较低。
卡西尼号之前的撞击轨迹和角度模型表明，撞击体撞击水冰地壳的地方，坑内仍残留有少量以液态水形式存在的喷出物，它们可能会以液体形式存在数个世纪或更长时间，足以“合成生命起源之前的简单前驱分子”。

### 冰火山和山脉

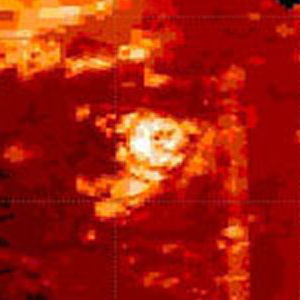
托尔托拉光斑近红外图像，被认为可能是一座冰火山。

长期以来，科学家们一直推测土卫六上的环境与早期地球相似，只不过温度要低得多。2004年对大气中氩-40的探测表明，火山曾孕育出由水和氨构成的“熔岩”羽流。土卫六表面湖泊全球分布图显示，地表甲烷量并不足以解释它在大气层中的持续存在，因此，有相当一部分必须通过火山活动来添加。
但尽管如此，土卫六上仍缺少可明确解释为冰火山的表面特征。2004年卡西尼号雷达观测发现了第一个此类特征，叫做象头神斑，类似于金星上发现的薄饼状穹丘地貌特征，因此，最初被认为是冰火山，直到2008年12月美国地球物理联合会年会上，柯克等人否定了这一假设，发现该特征根本不是穹丘，而是由明暗斑块意外组合造成的。2004年，卡西尼号还发现了一处称为“托尔托拉光斑”（Tortola Facula）的异常明亮特征，解释为是一座冰火山穹丘。截至到2010年，尚未发现新的类似特征。2008年12月，天文学家宣布在土卫六大气层中发现了两个瞬变但异常长寿的“亮点”，这些现象似乎太持久，无法单纯用天气模式来解释，表明它们是长期冰火山活动的结果。
2006年，卡西尼号还发现了一道长150公里（93英里）、宽30公里（19英里）、高1.5公里（0.93英里）的山脉。该山脉位于南半球，被认为是由冰物质组成，覆盖着甲烷雪。构造板块运动也许受到了附近撞击盆地的影响，可能会形成一处使山体抬升的峪口。卡西尼号探测之前，科学家们假设土卫六上的大部分地形都是撞击构造，然而这些发现揭示了它与地球类似，这些山脉是通过地质作用所形成。
2008年，杰弗里·摩尔（艾姆斯研究中心的行星地质学家）提出了另一种土卫六地质学观点。他注意到迄今为止还没有任何明确的土卫六火山特征，断言土卫六是一颗地质上已死亡的星球，它的表面形状只是由撞击陨石坑、流体和风蚀、崩塌及其他外因性因素作用而成。根据这一假设，甲烷不是由火山喷发出来的，而是从土卫六冰冷坚硬的内部缓慢扩散出来的。象头神斑可能是一座已被侵蚀的撞击坑，中央有一座黑色沙丘。某些地区所观察到的山脊可以解释为大型多环撞击结构严重退化的陡坎，或是由于内部缓慢冷却导致的全球地壳收缩的结果。即便在这种情况下，土卫六仍可能有一个由温度为176 K(−97°C）的共晶水-氨混合物组成的内部海洋，这一温度很低，可以用内核放射性元素衰变来解释。明亮的上都区地形可能是严重退化的陨坑地形，类似于在木卫四表面所观察到的。事实上，如果不是因为缺少大气层，木卫四在此情况下完全可作为土卫六地质学的模型，杰弗里·摩尔甚至称土卫六就是木卫四的变体。
2009年3月，宣布在土卫六一处名为“布袋弧形特征”(Hotei Arcus)区发现到类似熔岩流的结构，该区域的亮度似乎数月内一直在波动。尽管认为很多现象可以解释这种波动，但人们发现该熔岩流上升到了土卫六表面上方200米（660英尺）处，这与它从地表下喷发的情况相一致。
2010年12月，卡西尼号任务团队宣布了迄今为止所发现的最令人信服的可能的冰火山，它被命名为索特拉火山口（Sotra Patera），是由至少三座山丘组成的山脉之一，每座山丘高度在1000到1500米之间，其中几座顶部有大坑口，山底四周的地面似乎覆盖着冻结的熔岩流。
在土卫六极地区发现了可能产生于爆炸的火山口状地貌，类似冰火山喷发所形成的低平火山口或破火山口。这些结构有时嵌套或叠加在一起，带有爆炸和崩塌的特征，例如隆起的边缘、晕环以及内部山丘或山脉等。这些特征所处的极地位置以及它们与土卫六湖泊和海洋的共存表明，甲烷等挥发物可能为它们提供了能量，其中一些特征显得相当新鲜，表明这种火山活动一直持续至今。
土卫六上的最高峰大多出现在赤道附近所谓的“山脊带”上，并被认为类似于地球上的褶皱山脉，由构造板块的碰撞和弯曲变形所致，如落基山脉或喜马拉雅山脉，或类似于安第斯山脉这样的俯冲带，在那里，上涌的熔岩流（或低温熔岩）从熔融的俯冲板块中溢出到地表。形成它们的另一种可能机制是来自土星的潮汐力，因为土卫六冰冷的地幔比地球的岩浆地幔粘性小，而且它的冰岩床比地球的花岗岩岩床软，所以山脉不可能达到地球上的那么高。2016年，卡西尼号团队宣布了他们认为是土卫六上最高的山峰，位于米斯林山脉，高度3337米。

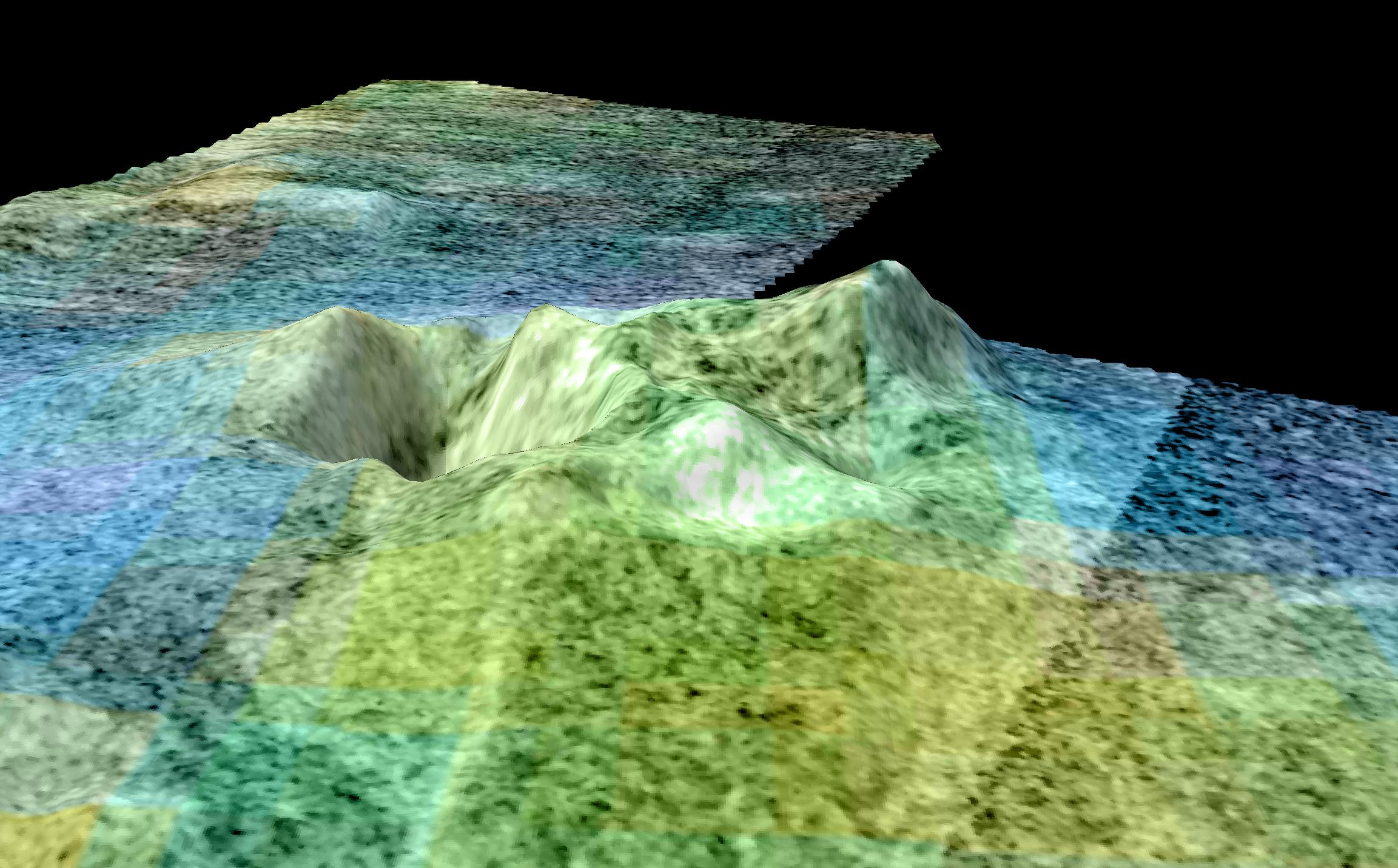
可视化和红外绘图分光仪绘制的冰火山索特拉火山口伪色图，结合了基于雷达数据的三维地图，显示了1000米高的山峰和1500米深的火山口。

如果土卫六上真的存在火山活动，那么我们将会假设它像地球一样，是由地幔中放射性元素衰变所释放的所能量驱动。地球上的岩浆是由液态岩石构成，其密度比喷发时所穿过的固态岩石地壳要低。由于冰的密度比水小，土卫六上的水状岩浆会比它的固体冰壳密度更大。这意味着土卫六上的冰火山活动需要大量额外的能量才能运作，这可以通过邻近土星时的潮汐加热来实现，抑或驱动冰火山活动所需的压力可能是由冰壳重量引起的，低压冰层覆盖在浮力活泼的硫酸铵液体之上，这种不稳定的系统会导致剧烈的羽流喷发。土卫六地表已被颗粒冰和硫酸铵渣重新覆盖，并形成了风蚀地貌和沙丘特征。土卫六过去的地质活动可能要活跃得多，其内部演化模型表明，它的地壳厚度只有10公里，直到大约5亿年前，剧烈的冰火山作用和低粘度的水岩浆才抹去了此前形成的所有表面特征。土卫六的现代地质只在地壳增厚到50公里后才形成，因此阻碍了冰火山持续的地表重塑作用，此后发生的任何冰火山活动都会产生更粘稠的水岩浆，且所含氨和甲醇的比例更大，这也意味着土卫六的甲烷不再被主动添加到大气层中，可能会在数千万年内完全耗尽。
土卫六上许多较著名的山脉和丘陵已被国际天文学联合会正式命名。根据喷气推进实验室的说法，“按照惯例，土卫六上的山脉以中土大陆的山名命名是约翰·罗纳德·鲁埃尔·托尔金奇幻小说中的虚构背景”。丘群 （山丘的集合）则是以托尔金同名作品中的人物命名。

### 黑色赤道地形

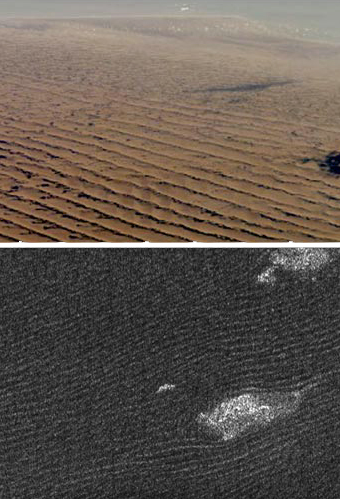
地球上纳米布沙漠中的沙丘（上图）与土卫六贝莱特（Belet）暗反射区中沙丘的比较。

在21世纪初地球望远镜拍摄的第一批土卫六表面图像中，发现了横跨土卫六赤道的大片黑暗地貌 。在卡西尼号到达之前，这些区域被认为是液态烃的海洋。卡西尼号飞船拍摄的雷达图像显示，其中一些区域为覆盖着高达330英尺（100米），宽约一公里，长数十到数百公里纵向沙丘的广阔平原。这种类型的沙丘总是与平均风向对齐。在土卫六的例子中，稳定的纬向风（向东）与多变的潮汐风（大约每秒0.5米）结合在一起。潮汐风是土星对土卫六大气层潮汐力作用的结果，比地球对月亮的潮汐力强400倍，并倾向于将风推向赤道。据推测，这种风的模式会导致地表颗粒物质逐渐堆积成由西向东排列的平行沙丘。沙丘在山脉周边散开，风向在那里改变。
纵向（或线性）沙丘最初被认为是由中等可变风形成的，这些风要么沿着一个平均方向，要么在两个不同方向之间交替。随后的观测表明沙丘指向东方，尽管气候模拟显示土卫六的表面风向西吹。在低于每秒1米的速度下，风力不足以吹走表面物质。但最近的计算机模拟表明，沙丘可能是罕见风暴的结果，这种风暴每15年才发生一次，为土卫六正处于春分点时。这些风暴产生强烈的下沉气流，到达地面时以每秒10米的速度向东流动。
土卫六上的“沙子”很可能不像地球上由小颗粒硅酸盐构成，而是液态甲烷雨侵蚀水冰基岩时形成的，并可能是以山洪暴发的形式形成的。或这些沙子也可能来自土卫六大气层中光化学反应产生的有机固体“托林”（tholin）。2008年5月对沙丘成分的研究表明，它们比土卫六其他部分含水量少，因此，很可能是由有机煤烟状羟基聚合物在雨后聚集在一起形成的。计算表明，土卫六上的沙粒密度是陆地沙粒的三分之一。低密度加上土卫六干燥的大气层，可能会导致这些颗粒因静电而积聚在一起。这种“粘性”可能使得接近土卫六表面温和的微风难以移动沙丘，尽管季节性风暴所产生的更强劲风仍可能把它们吹向东方。
在春分前后，强烈的下击暴流风可以把微米大小的固体有机粒子从沙丘上掀起，形成土卫六沙尘暴，在红外波段可以观察到强烈而短暂的光亮。

2009年至2010年，在土卫六上检测到的三起沙尘暴。

## 观察和探索

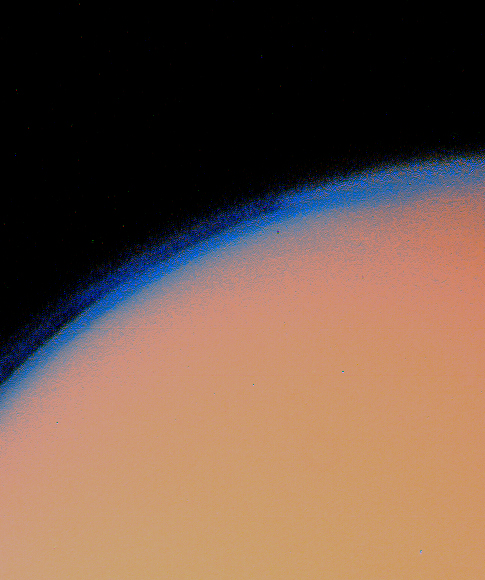
旅行者1号看到的土卫二边缘迷雾（1980年）。

肉眼看不见土卫六，但可通过小型望远镜或双筒望远镜观察到。由于土卫六接近土星明亮的球体和土星环，业余观测较为困难。部分遮住目镜挡掉明亮的土星，可大大提升视野。土卫六的最大视星等为+8.2，平均相对星等为8.4。相比之下，在木星系中，同样大小的木卫三的视星等为+4.6。
太空时代之前对土卫六的观测极为有限。1907年，西班牙天文学家朱塞普·科马斯·索拉观察到了土卫六周边昏暗，这是土卫六存在大气层的第一个证据。1944年杰拉德·彼得·柯伊伯使用光谱技术探测到甲烷大气层。

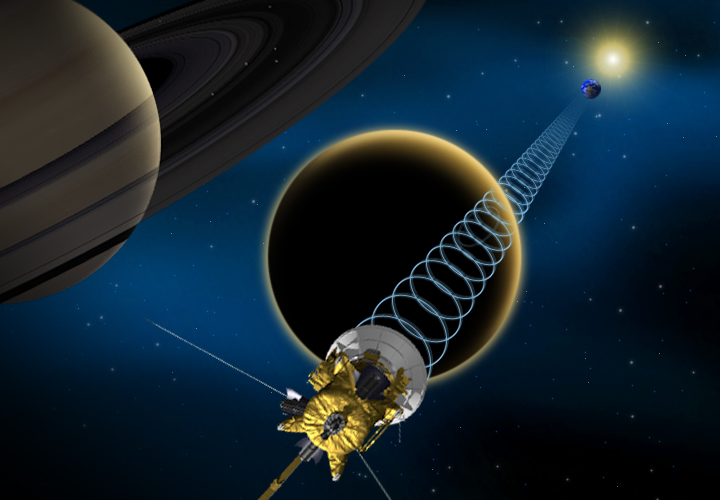
卡西尼-惠更斯号飞越土卫六时的雷达信号研究 (艺术概念图)。

第一艘探访土星系统的探测器是1979年的先驱者11号，它揭示了土卫六可能太冷而无法维持生命，并拍摄了土卫六的照片，包括1979年中后期土卫六和土星的合影，但照片质量很快就被后来的两艘旅行者探测器超越。
1980年和1981年旅行者1号和旅行者2号分别侦测了土卫六。旅行者1号的飞行轨迹被优化为可测定土卫六大气层密度、成分和温度，并获得土卫六质量的精确测量值，但大气层迷雾阻挡了它对地表的直接成像。尽管在2004年对旅行者1号桔色滤镜拍摄的图片进行了复杂的数字处理，确实揭示了哈勃太空望远镜在红外波段观测到的明暗特征，即现在所知的上都和香格里拉 （10°S 165°W / 10°S 165°W），但仍不能解释这些地区明暗地貌的成因。按照原探测计划，如果旅行者1号不能完成探访土卫六的任务，旅行者2号则将被转移至土卫六附近，并放弃飞向天王星和海王星，但最终，旅行者2号并未转向土卫六，而是继续飞往了天王星和海王星 :94。

### 卡西尼—惠更斯号
即使有旅行者号提供的数据，土卫六仍然是个谜——一颗笼罩在大气层中的大型卫星，很难进行详细的观测。
卡西尼-惠更斯号探测飞船于2004年7月1日抵达土星，开始用雷达绘制土卫六表面的地图。卡西尼-惠更斯号是欧洲空间局和美国宇航局的一个联合项目，被证明为非常成功的任务。卡西尼号探测器于2004年10月26日从仅距1200千米（750英里）处飞过土卫六，拍摄了土卫六表面有史以来分辨率最高的图像，能辨别出肉眼看不见的明暗斑。
2006年7月22日，卡西尼号第一次瞄准目标，从950千米（590英里）近距离飞过土卫六；最接近的一次是2010年6月21日，从相距880千米（550英里）飞越而过，并在北极地区地表发现了众多如湖泊和海洋大小的液体。

#### 惠更斯号登陆
惠更斯号是2005年1月14日降落在土卫六上的一台大气探测器，发现土卫六上许多地表特征似乎是由过去某个时刻的流体所形成，土卫六是太空探测器所登陆到的距地球最远的天体。
惠更斯探测器降落在一处现称为“阿迪立”（Adiri）的明亮区域最东端。探测器拍下了灰白的山丘及流向黝黑平原的黑色“河流”。目前认为这些山丘（也称为高地）主要由水冰构成。太阳紫外线辐射在高层大气中产生的深色有机化合物，可能会从土卫六大气层中像雨般飘落，它们随着甲烷雨被冲下山坡，在整个地质过程中沉积在平原上。
惠更斯号着陆后拍摄到一片幽暗的平原，上面覆盖着由水冰构成的小岩石和砾石。图中下方两块岩石，右边的看上去要小一些，图中紧靠左侧的一块宽15厘米，中间的一块宽4厘米，离惠更斯约85厘米远。岩石底部有受侵蚀迹象，表明可能存在过河流活动。由水和碳氢化合物冰混合而成的地表，比原先预计的要暗。
2007年3月，为纪念欧空局前主席于贝尔·居里安（Hubert Curien），美国宇航局、欧空局和国际空间研委会决定将惠更斯号着陆点命名为于贝尔·居里安纪念站。

### 蜻蜓号
由约翰斯·霍普金斯大学应用物理实验室开发和运营的蜻蜓号任务，将于2027年6月发射。它是一架由一台放射性同位素热电发电机驱动的大型无人机，作为第4次新疆界计划任务在土卫六大气层中飞行。它所载的仪器将研究土卫六生命前化学环境已演化到何种程度，该任务计划在2034年抵达土卫六。

### 拟议或概念中的任务

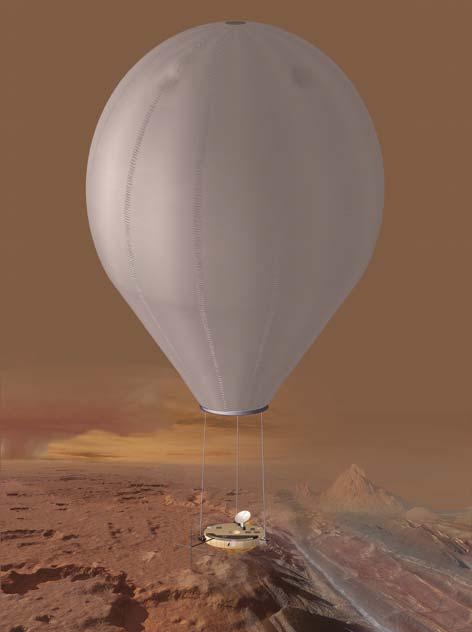
为土卫六-土星系统任务设计的气球（艺术效果图）。

近年来，已提出了多项发送无人太空探测器探访土卫六的概念性任务。美国航天局、欧空局和喷气推进实验室都已完成对这类任务的初步构想研究，但目前这些提案都还未成为投入实施的项目。 
土卫六－土星系统任务（TSSM）是美国宇航局和欧空局联合提出的探索土星卫星的计划 其设想是使用一只热气球在土卫六大气层中漂浮六个月。该提案现正处于与木卫二－木星系統任務（EJSM）竞选阶段。2009年2月有消息称，欧空局/美国航天局已确定将木卫二-木星系统任务列为优先于土卫六-土星系统任务的项目。
拟议中的泰坦海洋探测器（TiME）是一艘低成本的着陆器，它将溅落在土卫二北半球的一座湖中，并在湖面漂流三到六个月。该项目被选中进入2011年A阶段设计研究，作为美国宇航局第12次发现计划机会公告的候选任务，但最终未被选中发射。
2012年初，爱达荷大学科学家詹森.巴恩斯（Jason W. Barnes）提出的另一项探访土卫二的任务是土卫二原位和空中侦察机：一驾无人驾驶飞机（无人航空载具），它可以飞越土卫二大气层并拍摄表面高清晰图像。但美国航天局没有批准所要求的7.15亿美元资金，因而，项目未来的命运尚不能确定。
2012年末，西班牙民营企业“塞纳工程建设公司”（SENER）和马德里“天体生物学中心”（Centro de astrobiologia）提出了另一项湖泊登陆器的概念设计方案。该概念的探测器被称为“泰坦湖原位取样推进式探测器”，简称“塔利斯号”（TALISE）。与时间号探测器的主要区别在于，塔利斯号设想有自己的推进系统，因此不局限于溅落时仅在湖面上漂流。
第13号发现计划任务参选提案“土卫二和土卫六之旅”（JET），是一艘天体生物学土星轨道飞行器，它将评估土卫二和土卫六的宜居住。
2015年，美国宇航局创新先进概念计划（NIAC）获得第二阶段拨款，以设计研究一艘泰坦潜艇来探索土卫二的海洋。

## 生命起源前条件及生命
土卫六被认为是一个富含复杂有机化合物的生命起源前环境，但它的表面处于摄氏−179度(−290.2华氏度；94.1 K）的深度冻结状态，因此，我们所知的生命不可能存在于这颗卫星冰冷的表面，然而，土卫六冰壳下似乎有一个全球性海洋，这一海洋可能具备了适合微生物生存的条件。
卡西尼-惠更斯号任务没有配备探测生命印迹或复杂有机化合物证据的仪器，它只显示了土卫六的环境在某些方面与假设的原始地球环境相类似。科学家们推测，早期地球的大气成分与土卫六目前的相似，但有一个重要的不同之处，就是土卫六上缺乏水蒸气。

### 复杂分子物
米勒-尤里实验和随后的几项实验表明，在类似于土卫六的大气中，加上紫外线辐射，可产生出复杂的分子和像托林这样的聚合物。反应开始于氮和甲烷的离解，形成氰化氢和乙炔，进一步的反应已被广泛研究。
据报道，当能量应用到像土卫六大气层那样的气体组合时，在产生的众多化合物中，包含了构成脱氧核糖核酸和核糖核酸的五种核碱基。此外，还发现有构成蛋白质的氨基酸，这是第一次在没有液态水的情况下发现了核碱基和氨基酸。
2013年4月3日，美国宇航局报告说，根据对土卫六大气层的模拟研究，土卫六上可能会出现复杂的有机化合物。
2013年6月6日，安达卢西亚天体物理研究所的科学家报告在土卫六高层大气中检测到了多环芳香烃（PAH）。
2017年7月26日，卡西尼号的科学家们确定了土卫六高层大气中碳链阴离子的存在，这似乎与大型复杂有机物的产生有关。这些高活性分子以前被认为有助于在星际介质中构建复杂的有机物，因此突显出可能是一种生成复杂有机物质的通用基石。
2017年7月28日，科学家们报告说，在土卫六上发现了可能与细胞膜和囊泡结构形成有关的丙烯腈或乙烯基氰化物，这是生命必不可少的组织。
2018年10月，研究人员报告了从简单有机化合物到复杂多环芳香烃（PAH）的低温化学途径。这种化学途径可能有助于解释土卫六低温大气中多环芳香烃的存在，并根据“多环芳香烃世界假说”，这可能是产生与我们所知生命相关的生化物质前体的重要途径。

### 可能的地下栖息地
实验室模拟结果表明，土卫六上存在足够的有机物质，足以开始一种类似于地球生命起源的化学进化。这一类推假定土卫六上液态水存在的时间比目前所观察到的要长；一些理论假设撞击产生的液态水可被保存在冻结的隔离层下；也有理论认为地下深处可能存在液态氨的海洋，有一种模型表明，在水冰地壳下存在深达200公里（120英里）的氨水溶液，尽管按地球标准看，这种环境非常极端，但生命仍能够存活，对维持任何地下海洋生物生存至关重要的是内部和上层之间的热传导。土卫六上微生物生命的探测将取决于它的生物效应，以及对大气中甲烷和氮气的检测。

### 甲烷与地表生命
据推测，生命可能存在于土卫六的液态甲烷湖中，就像地球上生活在水中的生物一样，这类生物会吸入氢气而非氧气，用乙炔而不是葡萄糖来进行代谢，呼出的是甲烷而不是二氧化碳。然而，这类假想的生物体需要在摄氏 -179.2°(华氏-290.6 °；94.0K) 的深度低温下进行代谢。地球上所有的生命形式（包括甲烷菌）都使用液态水作为溶媒，据推测，土卫六上的生命可能会使用液态碳氢化合物，如甲烷或乙烷来溶解。不过，水的溶解性比甲烷更高，水的化学反应也更强，能通过水解分解大的有机分子。以碳氢化合物为溶媒的生命体，它的生物分子将不会面临这种的破坏风险。
2005年，天体生物学家克里斯托弗·麦凯（Chris McKay）认为，如果土卫六表面确实存在产甲烷生命，它很可能会对土卫六对流层的混合比产生可测量的影响：氢气和乙炔的水平将比预期的低得多。假设它们的代谢率与地球上产甲烷生物的代谢率相似，仅仅由于这些假设生物的消耗，土卫六表面的氢分子浓度将下降1000倍。麦凯指出，如果生命确实存在，则可以想象到，如果通过用类似酶的催化来促进代谢过程的话，土卫六上的低温会导致代谢过程非常缓慢。他还指出，有机化合物在甲烷中的低溶解度对任何可能的生命形式都提出了更大的挑战。主动吸收型以及具有大表面体积比的生物体，理论上可以减轻这一事实所造成的不利影响。
2010年，来自约翰斯·霍普金斯大学的达雷尔·斯特罗贝尔（Darrell Strobel）发现，与低层大气相比，土卫六高层大气中氢分子的丰度更高，他认为向下流动的速率大约为每秒1028个分子，并在土卫六表面附近消失；正如斯特罗贝尔所指出的，他的发现与麦凯所预测的产甲烷生命形式将会产生的影响作用相一致。同年，另一项研究表明，土卫六表面的乙炔含量较低，麦凯认为这符合生物体消耗碳氢化合物的假设。尽管他重申了生物学假设，但他提醒说，发现的其他对氢和乙炔解释更有可能：尚未确定的物理或化学作用（例如表面接受碳氢化合物或氢的催化）可能性，或目前物质流动模型的缺陷，数据构成和传输模型需要被证实等等。即使如此，尽管非生物催化不如生物性成因解释那么令人震惊，但麦凯指出，发现一种在95 K(摄氏−180°）下的有效催化作用仍然意义重大。
2010年6月，美国航天局在新闻文章中指出：“迄今为止，以甲烷为基础的生命形式只是假设。科学家尚未有在任何地方发现这种形式的生命”。正如美国宇航局声明所说：“一些科学家认为，这些化学特征支持了土卫六表面存在一种原始、奇异的生命形式或生命前身的论点”。
2015年2月，一种低温（深冻）条件下能在液体甲烷中发挥作用的假设性细胞膜被建模，它由含碳、氢和氮的小分子组成，具有与地球上由磷脂、碳、氢、氧和磷化合物组成的细胞膜一样的稳定性和柔韧性。这种假想的细胞膜被称为“azotosome”，法语中表示氮“azote”和“脂质粒”的组合。

### 障碍
尽管有这些生物学上的可能，土卫六上的生命仍然面临着巨大的障碍，任何与地球的类比都是不准确的。土卫六位于离太阳很远的地方，表面极度寒冷，它的大气层缺乏二氧化碳。在土卫六表面，水只能以固态的形式存在。由于这些困难，乔纳森·鲁宁（Jonathan Lunine）等科学家认为，与其说土卫六是一个生命可能的栖息地，不如说是一处检验地球上生命出现前所假设环境的实验地。虽然生命本身可能并不存在，但土卫六上生命起源前条件和相关的有机化学对于理解地球生物圈早期历史仍然具有极大的作用。利用土卫六作为生命起源前实验地不仅需要通过航天器进行观测，还需要实验室实验，以及地球上化学和光化学模拟。

### 泛胚种假说
据推测，地球表面大型小行星和彗星的撞击可能导致携带微生物的岩石碎片逃离地球引力，这表明存在泛胚种的可能性。计算表明，它们将会在太阳系中遇到包括土卫六在内的许多天体。另一方面，乔纳森·鲁宁认为，土卫六低温羟湖中的任何生物在化学上都必须与地球生命有很大的不同，以至于一种生物不可能成为另一种生物的祖先。

### 未来状况
在遥远的将来，土卫六上的环境可能变得更宜居。从现在起的50亿年后，当太阳变成红巨星时，它的表面温度可能会升高到足以支撑其表面液态水的程度，从而使它适合居住。随着太阳紫外线照射的减少，土卫六高层大气中的薄雾将被耗尽，从而减少对地表的抗温室效应，使大气甲烷发挥更大的温室作用。这些条件加在一起就可创造出一个适宜居住的环境，并可持续数亿年。这对地球上的简单生命来讲，已有足够的繁殖时间，尽管土卫六上氨的存在可能会导致化学反应进行得更慢一些。

## 科幻作品中的土衛六
- 在倪匡科幻小說衛斯理系列《藍血人》新版，其主角來自土衛六（原著為來自土星）。
- 在亞瑟·查理斯·克拉克所著科幻小說《Imperial Earth》中，土衛六成了擁有250,000人口的人類殖民地並且在太陽系經濟中扮演主要角色；土衛六大氣中的氫成為了行星間旅行的動力來源。
- 斯蒂芬·巴科斯特所著的《土衛六（英语：Titan (Baxter novel)）》小說中，描寫了一項NASA對災難性登陸土衛六的任務倖存者的拯救。
- 库尔特·冯内古特的小說《泰坦星的海妖（英语：The Sirens of Titan）》有對土衛六驚險旅行的描寫。
- 在BBC的電視秀《红矮星号》中，主人公李斯特非法的從土衛六帶回一隻貓，經過幾百萬年的硬性輻射，這種比起祖先漂亮但不是很聰明的物種被稱為Felis sapiens。
- 在電視劇《Starhunter》中土衛六變成主人公Dante的老家，那裏是一個大型的殖民地。
- 在《公元2000》漫畫系列Judge Dredd，泰坦星是一個流放犯人的殖民地，但作者在文中犯了一個致命的錯誤，它被描寫成圍繞木星軌道旋轉。這稍後被歸因於一個遠距傳物科學實驗。
- 在漫威漫畫宇宙，泰坦星是永恆族的殖民之家，他們是一個似神的種族。
  - 電影《復仇者聯盟3：無限之戰》中，泰坦星亦是反派薩諾斯已滅亡的故鄉，也是與鋼鐵人、蜘蛛人、奇異博士、星爵一行人一戰的地方。不過片中的泰坦星的設定是太陽系外的同名虛構行星，並非土衛六。
- 在電影《千鈞一髮》（1997年）中，泰坦星是電影高潮時刻太空任務的目的地。
- 在日本動畫《Cowboy Bebop》（1998年）中，泰坦是一個人口約3000萬的殖民地。原居民與其他行星的移民的對立導致了戰爭的爆發。
- 在一款Apple II遊戲泰坦帝國（英语：Titan Empire）中，泰坦星上的人類試圖統治整個太陽系。
- 美國科幻小說作家艾倫·愛德華·諾斯（英语：Alan E. Nourse）在1954年12月發表的英語小說《wikisource:Trouble on Titan》，在1971年被以為標題翻譯為法文。
- 桌面科幻遊戲戰爭之錘40000中太空陆战队灰骑士战团的要塞修道院就在土衛六。
- 在Commodore 64電腦遊戲Project Firestart故事被設定發生在一個科學探測空間船上，這艘船漂浮在土星系的土衛六附近。
- 《Flight on Titan》是一個由Stanley G. Weinbaum所著的短篇故事
- 在電影《遺落戰境》（2013年），由湯姆·克魯斯所飾演的主角傑克·哈伯原本的任務就是駕駛太空船探索號到訪土衛六。
- 在电子游戏《天命2》（2017年）土卫六作为四个开放式地图的其中之一存在。
- 在2016年發售的电子游戏《使命召喚：無限戰爭》

## 相关链接
- 土卫六图片集 （页面存档备份，存于）
- 土卫六的大气层（中文）